# Felix (Musiker)

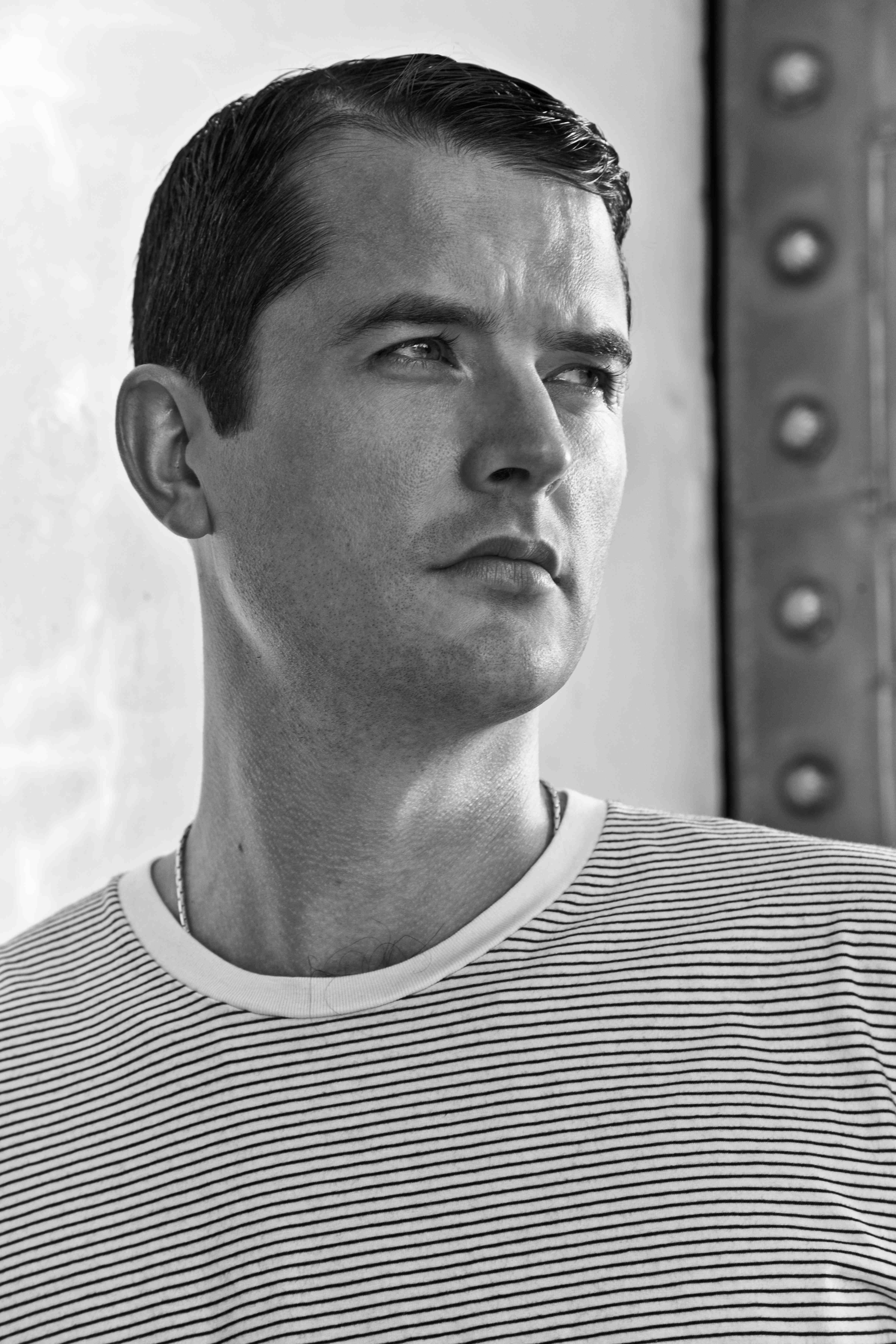
Francis Wright (2012)

Felix ist das Pseudonym des britischen DJs und Produzenten Francis Wright (* in Chelmsford, Essex).

## Biografie
Bekannt wurde Felix 1992 durch die Single Don’t You Want Me. Das Lied, das auf Samples vom 1989er Dance-Track Don’t You Want My Love des aus New Jersey stammenden Trios Jomanda basiert, war ein europaweiter Hit und erreichte Platz eins in der Schweiz, Platz zwei in Deutschland, Platz drei in Österreich sowie Platz sechs in England. Ein Remix von Don’t You Want Me, der Pugilist Mix, wurde in einer Werbekampagne für den Softdrink Tango verwendet.
Auch die Folgesingle It Will Make Me Crazy verkaufte sich sehr erfolgreich und belegte Platz 3 in der Schweiz, Platz 5 in Deutschland, Platz 8 in Österreich und Platz 11 in England. Das Album #1, auf dem sich auch die beiden bisherigen Hits befinden, stieg 1993 in die Charts und musste sich mit Top-30-Positionen in Österreich, der Schweiz und England begnügen, in Deutschland kam die Platte nicht über Platz 76 hinaus. Die Auskopplung Stars, die ein Sample des gleichnamigen Liedes des amerikanischen Discosängers Sylvester enthält, platzierte sich lediglich auf Platz 29 der UK-Charts und ist die letzte Hitparadennotierung von Felix.
Ab 1995 bildete Francis Wright mit Kenny C das Technoprojekt Party Crashers. Nachdem der DJ und Produzent Tony Sapiano dazukam, wurde das Projekt in Sapiano and the Partycrashers umbenannt.

## Diskografie

### Alben
| Jahr | Titel | Höchstplatzierung, Gesamtwochen, AuszeichnungChartplatzierungen (Jahr, Titel, Platzierungen, Wochen, Auszeichnungen, Anmerkungen) | Höchstplatzierung, Gesamtwochen, AuszeichnungChartplatzierungen (Jahr, Titel, Platzierungen, Wochen, Auszeichnungen, Anmerkungen) | Höchstplatzierung, Gesamtwochen, AuszeichnungChartplatzierungen (Jahr, Titel, Platzierungen, Wochen, Auszeichnungen, Anmerkungen) | Höchstplatzierung, Gesamtwochen, AuszeichnungChartplatzierungen (Jahr, Titel, Platzierungen, Wochen, Auszeichnungen, Anmerkungen) | Anmerkungen                                                       |
| Jahr | Titel | DE | AT | CH | UK | Anmerkungen                                                       |
| ---- | ----- | --- | --- | --- | --- | ----------------------------------------------------------------- |
| 1993 | #1    | DE76 (6 Wo.)DE | AT24 (1 Wo.)AT | CH29 (2 Wo.)CH | UK26 (4 Wo.)UK | Erstveröffentlichung: 29. März 1993 Produzenten: Felix, Mark Bell |

Weitere Alben
- 2012: Back in the Game

### Singles
| Jahr | Titel Album              | Höchstplatzierung, Gesamtwochen, AuszeichnungChartplatzierungen (Jahr, Titel, Album, Platzierungen, Wochen, Auszeichnungen, Anmerkungen) | Höchstplatzierung, Gesamtwochen, AuszeichnungChartplatzierungen (Jahr, Titel, Album, Platzierungen, Wochen, Auszeichnungen, Anmerkungen) | Höchstplatzierung, Gesamtwochen, AuszeichnungChartplatzierungen (Jahr, Titel, Album, Platzierungen, Wochen, Auszeichnungen, Anmerkungen) | Höchstplatzierung, Gesamtwochen, AuszeichnungChartplatzierungen (Jahr, Titel, Album, Platzierungen, Wochen, Auszeichnungen, Anmerkungen) | Höchstplatzierung, Gesamtwochen, AuszeichnungChartplatzierungen (Jahr, Titel, Album, Platzierungen, Wochen, Auszeichnungen, Anmerkungen) | Anmerkungen                                                           |
| Jahr | Titel Album              | DE | AT | CH | UK | Dance | Anmerkungen                                                           |
| ---- | ------------------------ | --- | --- | --- | --- | --- | --------------------------------------------------------------------- |
| 1992 | Don’t You Want Me #1     | DE2 Gold · (26 Wo.)DE | AT3 (15 Wo.)AT | CH1 (23 Wo.)CH | UK6 Silber · (20 Wo.)UK | Dance1 (14 Wo.)Dance | Erstveröffentlichung: 27. Juli 1992 Vocals: Jolanda                   |
| 1992 | It Will Make Me Crazy #1 | DE5 (21 Wo.)DE | AT8 (12 Wo.)AT | CH3 (18 Wo.)CH | UK11 (6 Wo.)UK | — | Erstveröffentlichung: 12. Oktober 1992 Vocals: Steele (aka Sam Brown) |
| 1993 | Stars #1                 | — | — | — | UK29 (3 Wo.)UK | — | Erstveröffentlichung: 10. Mai 1993 Vocals: Sylvester                  |

Weitere Singles
- 1993: Fastslow
- 1994: Get Down (EP)
- 1997: Leave It All Behind
- 2010: Battle of the Warriors (feat. Kimee Klash)

## Auszeichnungen für Musikverkäufe
| Silberne Schallplatte - Frankreich - 1992: für die Single Don’t You Want Me |

Anmerkung: Auszeichnungen in Ländern aus den Charttabellen bzw. Chartboxen sind in ebendiesen zu finden.
| Land/RegionAuszeichnungen für Musikverkäufe (Land/Region, Auszeichnungen, Verkäufe, Quellen) | Silber     | Gold  | Platin | Verkäufe | Quellen           |
| -------------------------------------------------------------------------------------------- | ---------- | ----- | ------ | -------- | ----------------- |
| Deutschland (BVMI)                                                                           | —          | Gold1 | —      | 250.000  | musikindustrie.de |
| Frankreich (SNEP)                                                                            | Silber1    | —     | —      | 125.000  | infodisc.fr       |
| Vereinigtes Königreich (BPI)                                                                 | Silber1    | —     | —      | 200.000  | bpi.co.uk         |
| Insgesamt                                                                                    | 2× Silber2 | Gold1 | —      |          |                   |